# Вагнер, Карл (художник, 1796—1867)
Карл Вагнер (нем. Carl Wagner; 19 октября 1796, Росдорф, Тюрингия — 10 февраля 1867, Майнинген, Тюрингия) — немецкий живописец и гравёр, мастер офорта, пейзажного жанра романтического направления. Сын писателя и драматурга Иоганна Эрнста Вагнера.

## Жизнь и творчество
Карл Вагнер родился в семье писателя и драматурга Иоганна Эрнста Вагнера в Росдорфе (Тюрингия), где прожил первые восемь лет своей жизни. В 1804 году семья переехала в Майнинген, королевскую столицу герцогства Саксен-Майнинген.
С 1813 по 1816 год Карл Вагнер учился в Академии лесного хозяйства в Дрейссигакере и посещал Королевскую саксонскую академию лесного хозяйства в Тарандте. С 1817 по 1820 год занимался рисунком и живописью в Дрезденской академии изобразительных искусств. С 1822 по 1825 год жил и работал в Италии. Позднее путешествовал по Австрии, Тиролю, Швейцарии, рисовал и писал альпийские пейзажи. Примкнул к группе «дрезденских романтиков». Вагнер был одним из самых заметных немецких мастеров романтического пейзажа. На его творчество оказали влияние, среди прочих, Й. А. Кох и Каспар Давид Фридрих.
В 1825 году был назначен придворным художником и инспектором Картинной галереи при герцогском дворе в Майнингене.
О его семейной жизни мало что известно; после тяжёлых ударов судьбы — смерти жены и двух детей — он жил одиноко до своей смерти в 1867 году в Майнингене.
Большинство произведений художника хранится в собрании Государственных музеев Мейнингена.

## Галерея
- Тиволи и храм Сивиллы над ущельем Аньене. 1824. Бумага, тушь, перо, кисть. Национальная галерея искусства, Вашингтон
- Вид на Бад-Либенштайн. Холст, масло. Музей замка, Майнинген
- Пейзаж при лунном свете. Холст, масло. Музей изобразительных искусств, Лейпциг
- Пейзаж с Остербургом близ Вайды. Холст, масло. Музей замка, Майнинген
- Неаполитанка с кувшином. Ок. 1823. Холст, масло. Частное собрание
- Пейзаж с городом Заальфельд. Холст, масло. Музей замка, Майнинген